# 1249
Năm 1249 là một năm trong lịch Julius.